# Mattia Proietti
Mattia Proietti (Torino, 27 febbraio 1992) è un calciatore italiano, centrocampista della Ternana.

## Caratteristiche tecniche
È un centrocampista mancino, in grado di dettare i ritmi di gioco e di impostare l'azione. Può essere impiegato da mezzala.

## Carriera
Inizia a giocare a calcio nel settore giovanile della Juventus, che nel 2010 lo cede in prestito al Vallée d'Aoste, in Serie D.
Il 3 agosto 2011 si trasferisce in prestito al Bassano, in Lega Pro Prima Divisione. Il 20 giugno 2014 il Bassano si aggiudica alle buste il cartellino del centrocampista.
Il 30 giugno 2017 viene tesserato dal Pescara. Esordisce in Serie B il 27 agosto in Pescara-Foggia (5-1). L'esperienza a Pescara è segnata da due gravi infortuni, che ne limitano l'impiego.
Il 31 agosto 2018 passa in prestito secco al Teramo, in Serie C.
Il 10 luglio 2019 si trasferisce a titolo definitivo alla Ternana, in Serie C. Con i rossoverdi nel 2021 vince il campionato e la Supercoppa di Serie C.
L'8 settembre 2023 viene ceduto a titolo definitivo alla Casertana. Per la stagione successiva firma con il Gubbio, sempre in Serie C.

## Statistiche

### Presenze e reti nei club
Statistiche aggiornate al 27 aprile 2025.
| Stagione        | Squadra         | Campionato      | Campionato | Campionato | Coppe nazionali | Coppe nazionali | Coppe nazionali | Coppe continentali | Coppe continentali | Coppe continentali | Altre coppe | Altre coppe | Altre coppe | Totale | Totale |
| Stagione        | Squadra         | Comp            | Pres       | Reti       | Comp            | Pres            | Reti            | Comp               | Pres               | Reti               | Comp        | Pres        | Reti        | Pres   | Reti   |
| --------------- | --------------- | --------------- | ---------- | ---------- | --------------- | --------------- | --------------- | ------------------ | ------------------ | ------------------ | ----------- | ----------- | ----------- | ------ | ------ |
| 2010-2011       | Vallée d'Aoste  | D               | 33         | 2          | CI-D            | 0               | 0               | -                  | -                  | -                  | -           | -           | -           | 33     | 2      |
| 2011-2012       | Bassano         | 1D              | 15         | 0          | CI-LP           | 2               | 0               | -                  | -                  | -                  | -           | -           | -           | 17     | 0      |
| 2012-2013       | Bassano         | 2D              | 29+2       | 4+0        | CI-LP           | 2               | 0               | -                  | -                  | -                  | -           | -           | -           | 33     | 4      |
| 2013-2014       | Bassano         | 2D              | 25         | 2          | CI-LP           | -               | -               | -                  | -                  | -                  | SdL-2D      | 2           | 0           | 27     | 2      |
| 2014-2015       | Bassano         | LP              | 36+4       | 1+0        | CI+CI-LP        | 3+2             | 0               | -                  | -                  | -                  | -           | -           | -           | 45     | 1      |
| 2015-2016       | Bassano         | LP              | 31+1       | 3+0        | CI+CI-LP        | 2+0             | 0               | -                  | -                  | -                  | -           | -           | -           | 34     | 3      |
| 2016-2017       | Bassano         | LP              | 19+1       | 0          | CI+CI-LP        | 2+0             | 0               | -                  | -                  | -                  | -           | -           | -           | 22     | 0      |
| Totale Bassano  | Totale Bassano  | Totale Bassano  | 155+8      | 10         |                 | 13              | 0               |                    | -                  | -                  |             | 2           | 0           | 178    | 10     |
| 2017-2018       | Pescara         | B               | 7          | 0          | CI              | 2               | 0               | -                  | -                  | -                  | -           | -           | -           | 9      | 0      |
| ago. 2018       | Pescara         | B               | -          | -          | CI              | 1               | 0               | -                  | -                  | -                  | -           | -           | -           | 1      | 0      |
| Totale Pescara  | Totale Pescara  | Totale Pescara  | 7          | 0          |                 | 3               | 0               |                    | -                  | -                  |             | -           | -           | 10     | 0      |
| ago. 2018-2019  | Teramo          | C               | 33         | 2          | CI-C            | 1               | 0               | -                  | -                  | -                  | -           | -           | -           | 34     | 2      |
| 2019-2020       | Ternana         | C               | 16         | 0          | CI-C            | 3               | 2               | -                  | -                  | -                  | -           | -           | -           | 19     | 2      |
| 2020-2021       | Ternana         | C               | 28         | 2          | CI              | 1               | 0               | -                  | -                  | -                  | SC          | 2           | 0           | 31     | 2      |
| 2021-2022       | Ternana         | B               | 32         | 1          | CI              | 3               | 0               | -                  | -                  | -                  | -           | -           | -           | 35     | 1      |
| 2022-2023       | Ternana         | B               | 16         | 0          | CI              | 1               | 0               | -                  | -                  | -                  | -           | -           | -           | 17     | 0      |
| ago.-set. 2023  | Ternana         | B               | 2          | 0          | CI              | 1               | 0               | -                  | -                  | -                  | -           | -           | -           | 3      | 0      |
| Totale Ternana  | Totale Ternana  | Totale Ternana  | 94         | 3          |                 | 9               | 2               |                    | -                  | -                  |             | 2           | 0           | 105    | 5      |
| set. 2023-2024  | Casertana       | C               | 25+1       | 1+0        | CI-C            | -               | -               | -                  | -                  | -                  | -           | -           | -           | 26     | 1      |
| 2024-2025       | Gubbio          | C               | 22         | 0          | CI-C            | 1               | 0               | -                  | -                  | -                  | -           | -           | -           | 23     | 0      |
| Totale carriera | Totale carriera | Totale carriera | 369+9      | 18         |                 | 27              | 2               |                    | -                  | -                  |             | 4           | 0           | 409    | 20     |

## Palmarès

### Club

#### Competizioni nazionali
- Lega Pro Seconda Divisione: 1

Bassano Virtus: 2013-2014 (Girone A)
- Supercoppa di Lega di Seconda Divisione: 1

Bassano Virtus: 2014
- Serie C: 1

Ternana: 2020-2021 (Girone C)
- Supercoppa di Serie C: 1

Ternana: 2021